# Soap (sèrie)
Soap és una sèrie de televisió de situació estatunidenca que es va emetre originalment a ABC des del 13 de setembre de 1977 fins al 20 d'abril de 1981. L'espectacle es va crear com una paròdia nocturna de telenovel·les diürnes, presentada com una comèdia setmanal de mitja hora en hora de màxima audiència. De manera semblant a una telenovel·la, la història de l'espectacle es va presentar en format de sèrie i va incloure arguments melodramàtics com el segrest alienígena, la possessió demoníaca, les relacions extramatrimonials, l'assassinat, el segrest, les malalties desconegudes, l'amnèsia, els cultes, les guerres de bandes del crim organitzat, una revolució comunista i relacions entre un professor i un l'alumne. El 2007 va ser inclòs com un dels "100 millors programes de televisió de tots els temps" de la revista Time, i el 2010, els Tates i els Campbell van ocupar el lloc número 17 a la llista de "Les millors famílies de TV" de TV Guide.
L'espectacle va ser creat, escrit i produït executivament per Susan Harris, i també produït per Paul Junger Witt i Tony Thomas. Cada temporada, des de la segona, va anar precedida per una retrospectiva de 90 minuts de la temporada anterior. Dues d'aquestes retrospectives van estar disponibles en VHS el 1994, però no es van incloure en cap col·lecció en DVD.
El programa va emetre 85 episodis al llarg de quatre temporades. D'aquests, vuit episodis (inclosos els quatre últims) es van emetre com a episodis d'una hora durant l'execució original a ABC. Aquests episodis d'una hora es van dividir posteriorment en dos, donant lloc a 93 episodis de mitja hora per a la sindicació. Com la majoria de les comèdies de situació de l'època, Soap es va registrar en vídeo més que no pas en pel·lícula, però això va ajudar casualment a millorar la seva emulació del format de telenovel·la diürna, ja que la majoria d'aquestes produccions també es van gravar en vídeo. Tots els episodis estan disponibles al DVD de la Regió 1 en quatre conjunts de caixa. Hi ha una caixa de la temporada 1 al DVD de la regió 2. La sèrie s'ha tornat a reproduir en sindicació a canals locals als Estats Units i per cable.
La sèrie va ser protagonitzada per Katherine Helmond i Cathryn Damon com a les dues germanes i matriarques de les seves pròpies famílies. El repartiment també incloïa tres antics actors de telenovel·la: Robert Mandan (Chester Tate) havia aparegut anteriorment a Search for Tomorrow com a coprotagonista masculí amb Mary Stuart, i Donnelly Rhodes (Dutch Leitner) havia interpretat el primer marit de Katherine Chancellor a The Young and the Restless. Arthur Peterson Jr. ("El Major") havia interpretar al Rev. John Ruthledge a la versió radiofònica de Guiding Light.

## Argument
Soap està ambientada a la ciutat fictícia de Dunn's River, Connecticut.
A la seqüència inicial de la primera entrega, el locutor diu "This is the story of two sisters—Jessica Tate and Mary Campbell" (Aquesta és la història de dues germanes: Jessica Tate i Mary Campbell). Els Tate viuen en un barri ric (el locutor l'anomena el barri conegut com "Rich"). Jessica Tate (Katherine Helmond) i el seu marit, Chester (Robert Mandan), no són models de fidelitat, ja que les seves diferents relacions amoroses donen lloc a diversos contratemps familiars, inclòs l'assassinat de Peter Campbell (Robert Urich), el fillastre de la seva germana Mary (Cathryn Damon). Tot i que tothom avisa a la Jessica dels continus afers d'en Chester, ella no se'ls creu fins que no ho veu amb els seus propis ulls. Mentre surt a dinar amb la Mary, la Jessica veu en Chester amb la seva secretària, Claire (Kathryn Reynolds). Desconsolada, Jessica plora als braços de la seva germana. Posteriorment, queda clar que Jess sempre ha sabut en algun nivell sobre els assumptes de Chester, però mai es va permetre assimilar-ho.
La rica família Tate té un majordom/cuiner sarcàstic anomenat Benson (Robert Guillaume). Benson menysprea clarament a Chester, però té una debilitat pel seu fill, Billy (Jimmy Baio). També es porta bé amb la filla dels Tate, Corinne (Diana Canova), així com amb la seva mare, Jessica; però no parla amb l'altra filla, Eunice (Jennifer Salt), tot i que això va canviar després. Benson es va convertir en un personatge popular i el 1979 va deixar l'ocupació dels Tates per treballar per al cosí de la Jessica, el governador Gene Gatling, a la sèrie derivada, Benson, on es va revelar el seu cognom, DuBois. Els Tate van haver de contractar un nou majordom/cuiner anomenat Saunders (Roscoe Lee Browne), l'actitud del qual és semblant a la de Benson, però té una personalitat més formal.
La família de Mary, els Campbell, és de classe treballadora i, quan comença la sèrie, el seu fill Danny Dallas (Ted Wass), producte del seu primer matrimoni amb Johnny Dallas, és un gàngster júnior en formació. A Danny se li diu que mati el seu padrastre, Burt Campbell (Richard Mulligan), l'actual marit de Mary, que, segons diuen a Danny, va assassinar el seu pare Johnny, que també era un mafiós. Més tard es revela que el pare de Danny va ser assassinat per Burt en defensa pròpia. Danny es nega a matar en Burt i fuig de la mafia amb una varietat de disfresses. Això finalment acaba quan Elaine Lefkowitz (interpretada per Dinah Manoff en un dels seus primers papers), la mimada filla del cap de la mafia (interpretat per Sorrell Booke), s'enamora de Danny i atura el seu pare, que després li diu a Danny que s'ha de casar amb l'Elaine o el matarà. A la quarta temporada, es revela que en Chester és el veritable pare de Danny, fruit d'una aventura secreta entre ell i Mary abans del seu matrimoni amb la Jessica. L'altre fill de Mary, Jodie (Billy Crystal, en un primer paper), és gai, té una aventura secreta amb un famós quarterback de futbol professional i contempla una operació de canvi de sexe.
La primera temporada acaba amb Jessica condemnada per l'assassinat de Peter Campbell. El locutor conclou la temporada anunciant que Jessica és innocent i que un dels cinc personatges —Burt, Chester, Jodie, Benson o Corinne— va matar Peter Campbell. Chester després confessa l'assassinat de Peter i és enviat a la presó. Aviat és alliberat després d'una defensa temporal reeixida de bogeria, a causa d'una afecció mèdica al seu cervell.
Altres línies argumentals inclouen la filla adoptiva de Jessica, Corinne, que corteja el pare Tim Flotsky (Sal Viscuso), que acaba deixant el sacerdoci, amb els dos finalment casant-se i tenir un fill posseït pel Diable; Chester sent empresonat per l'assassinat de Peter, escapant amb el seu company de presó Dutch i patint amnèsia després d'una operació fallida; l'altra filla de Jessica, Eunice, dormint amb un congressista casat, i després s'enamora de Dutch; el fillastre de Mary, Chuck (Jay Johnson), un ventríloc les hostilitats del qual s'expressen a través del seu alter ego, una titella d'enginy ràpid anomenat Bob; Les relacions amoroses de Jessica amb diversos homes, inclòs Donahue, un investigador privat contractat per trobar la Chester presumptament mort desaparegut, el seu psiquiatre i un revolucionari llatinoamericà conegut com El Puerco ("El Porc"; els seus amics només l'anomenen "El"); el confinament de Billy Tate per un culte anomenat "Sunnies" (una paròdia de l'Església de la Unificació de Sun Myung Moon, anomenada "Moonies" pels seus crítics), i després la seva aventura amb la seva professora de l'escola; Danny i els seus judicis romàntics amb la filla d'un mafiós (Elaine, que és assassinada en un segrest fallit), una dona negra (Polly), una prostituta (Gwen) i la segona dona de Chester (Annie); i el confinament de Burt en una institució mental, el seu segrest per part d'extraterrestres mentre era substituït per un alienígena amb sobresexualitat a la Terra, i el xantatge de la mafia després de convertir-se en xèrif de la seva petita ciutat.
Al començament de cada episodi, el locutor fora de càmera Rod Roddy fa un breu resum de la història complicada i comenta: "Confós? No ho estaràs, després de l'episodi de aquesta setmana de ... Soap." Al final de cada episodi, fa una sèrie de preguntes amb un estil deliberadament insensible: "Descobrirà Jessica la aventura de Chester? Benson descobrirà la aventura de Chester? ¿L'importarà a Benson?" i conclou cada episodi amb la línia de marca registrada: "Aquestes preguntes, i moltes altres, es respondran al proper episodi de ... Soap."

## Personatges

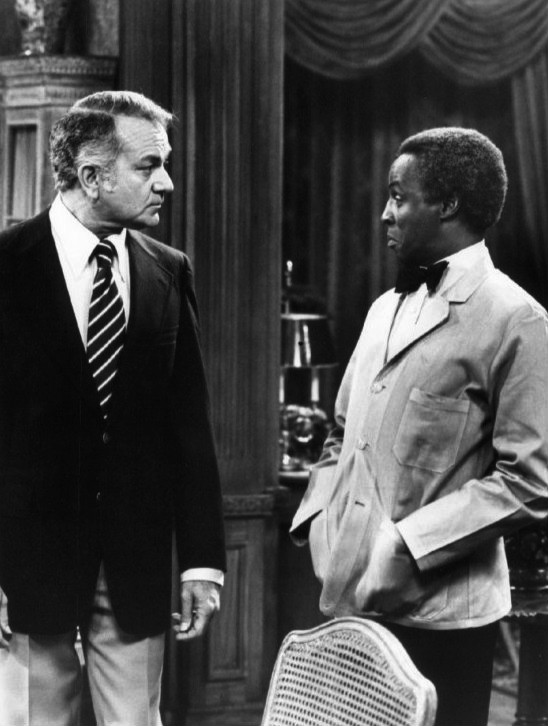
Chester i Benson.

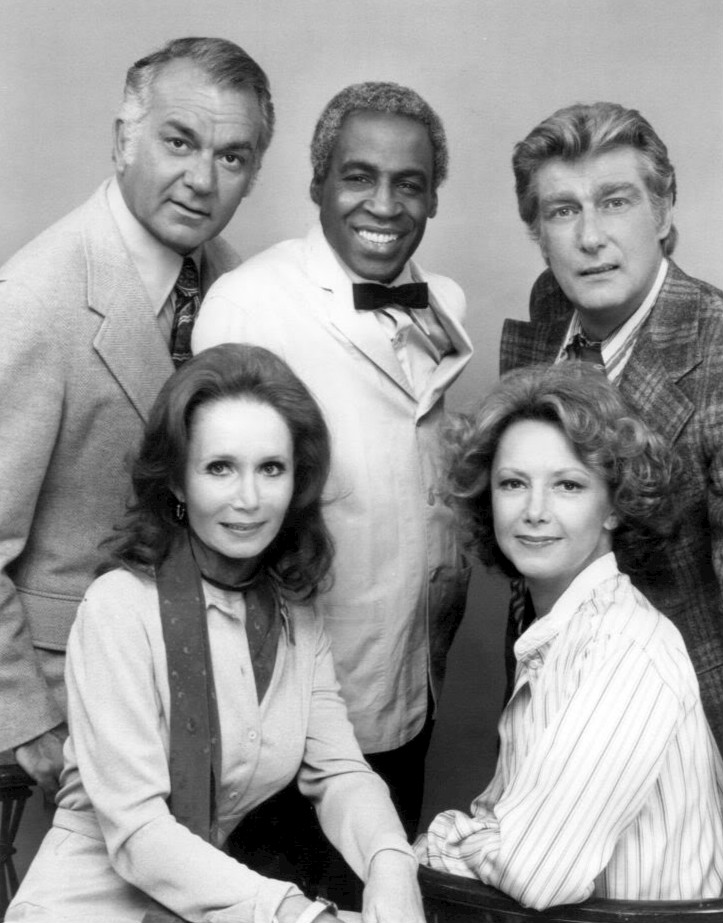
Els Tate i els Campbell amb Benson.

### Principals
- Jessica Tate (née Gatling) (Katherine Helmond) – La germana de Mary Campbell i un dels dos personatges principals del programa. Està casada amb el ric Chester Tate, però se separa i més tard es divorcia d'ell en les últimes temporades de la sèrie. De caràcter dolç, extremadament ingènua i protegida, sovint es troba en un món propi. La seva naturalesa coqueta i la seva figura de rellotge de sorra la converteixen en un objectiu freqüent de l'atenció masculina, però és honesta i lleial al seu matrimoni. Ella està negant les flagrants infidelitats del seu marit al llarg de la temporada 1, tot i que tothom li parla repetidament d'ell i ha d'escoltar les seves excuses cada cop més absurdes. A la temporada 1, quan és acusada d'assassinat, no té cap concepte de la gravetat del seu judici, coquetejant i fent bromes amb el jutge. Temporades posteriors mostren que Jessica encara és molt dolça, però també més forta i menys ingènua, ja que finalment expulsa a Chester de la seva vida. Helmond és un dels dos actors que apareixen a cada episodi de la sèrie, amb Richard Mulligan (Burt) l'altre.
- Chester Tate (Robert Mandan) – un corredor de borsa ric i el marit de la Jessica. Segons Benson (i gairebé tots els altres) «saltarà sobre qualsevol cosa que respiri!» Va tenir relacions amb la seva secretària, Claire (Kathryn Reynolds), i, més tard, amb una altra dona coneguda com "Pigeon". Més tard es va revelar que va sortir amb la germana de la Jessica, la Mary, abans de casar-se amb la Jessica, i que era el pare biològic de Danny Dallas. Chester i Jessica se separen a la temporada 3 i es divorcien a la temporada 4. Encara que Chester més tard s'enamora de l'amiga d'Eunice, Annie, i es casa amb ella, encara estima prou Jessica com per lluitar pel seu honor.
- Billy Tate (Jimmy Baio) – El més petit i únic fill varó de Jessica i Chester (segons Benson, «l'únic d'aquesta família que val una merda»). Es veu atrapat en un culte, els Sunnies, (dels quals Benson l'ha de rescatar), i més tard té una aventura amb la seva professora de secundària, Leslie Walker. Després que ell trenca la aventura, ella fa múltiples intents fallits (i risibles) de matar-lo a ell i/o la seva família. Més tard esdevé general de l'exèrcit revolucionari d'El Puerco després d'haver rescatat a ell i a Jessica de perdre's a l'oceà, d'aprendre espanyol i de dedicar-se molt a la causa anticomunista dels revolucionaris, tot i que els seus familiars no s'ho prenen seriosament.
- Corinne Tate Flotsky (Diana Canova) – La filla de Jessica i Chester, que reconeix que va dormir amb la majoria de la població masculina del riu Dunn. Més tard es revela que és adoptada i és realment la filla del germà perdut de Jessica i Mary, Randolph Gatling (Bernard Fox) i la criada de la família Ingrid Svenson. Després d'una aventura desastrosa amb Peter Campbell, Corinne es casa amb l'ex-sacerdot Tim Flotsky i dona a llum un nadó anomenat Timmy que resulta estar endimoniat (a causa de la indignada mare de Tim, Flo, maleint el matrimoni). Més tard té una aventura amb Dutch Leitner i després deixa Dunn's River cap a Califòrnia per criar en Timmy, després que Dutch la deixi per tornar-se amb Eunice.
- El pare Timothy Flotsky (Sal Viscuso) – Un antic sacerdot catòlic que abandona el sacerdoci per casar-se amb la Corinne Tate i després la deixa. És el pare de Timmy, que estava posseït per un dimoni a causa de la maledicció de la mare possessiva de Timothy (Doris Roberts) al matrimoni del seu fill.
- Eunice Tate-Leitner (Jennifer Salt) – La filla de Jessica i Chester. Eunice, una escaladora social mimada, surt amb un congressista casat a la temporada 1 i després s'enamora de l'assassí condemnat Dutch Leitner i finalment es casa amb ell. Benson la menysprea, només parlant-li per insultar-la o insultar-la, durant gran part de la temporada 1, tot i que comença a parlar amb ella abans de deixar de treballar pels Tate.
- Dutch Leitner (Donnelly Rhodes) – Un condemnat fugitiu, de bon cor i emocionalment sensible que s'amaga amb els Tates després d'ajudar a Chester a sortir de la presó. S'enamora de, i finalment es casa amb la filla de Chester, l'Eunice, després d'haver estat involucrat amb l'altra filla de Chester, la Corinne. Tot i que els seus costums són toscs, Dutch agraeix l'acceptació dels Tate i es dedica de veritat a la família, tot i que lluita per triar entre Eunice i Corinne.
- The Major (Arthur Peterson Jr.) – El pare de Jessica Tate i Mary Campbell. El Major pateix demència i creu que està enmig de la Segona Guerra Mundial. Sovint es refereix a Chester com a "coronel". El Major sempre va uniforme i sovint irrita Benson i Saunders amb els seus comentaris inconscientment racistes.
- Mary Campbell (née Gatling, prèviament Dallas) (Cathryn Damon) – La germana de Jessica Tate i un dels dos personatges principals del programa. Real, sensual i molt més brillant que la seva germana, proporciona un contrapunt còmic a la seva germana. Al començament de la sèrie està casada amb el seu segon marit, el contractista Burt Campbell. El seu primer marit, Johnny Dallas, era un mafiós que, sense que Mary ho sabés, va ser assassinat per Burt en defensa pròpia. Finalment, té un nadó amb l'"extraterrestre" Burt i al final de la sèrie s'ha convertit lentament en una alcohòlica, ja que ningú més (a part de Chuck i Bob) veu el nadó manifestant qualitats alienígenes, com ara poder volar.
- Burt Campbell (Richard Mulligan) – Burt és el segon marit de Mary Campbell. En contrast amb Chester, Burt és un home de família amorós que té un fort matrimoni amb Mary. Burt és un contractista d'edificacions que més tard es convertirà en xèrif i està en consideració per postular-se com a tinent governador. A la temporada 1, Burt pateix una malaltia mental a causa de l'assassinat del seu fill Peter i la seva culpa per haver matat accidentalment el primer marit de Mary. Durant un temps, creu que pot fer-se invisible fent xocar els dits. També és segrestat per extraterrestres i substituït per X-23, un alienígena semblant a Burt (també interpretat per Mulligan). Només la Mary i la Jodie saben que el segrest de Burt va ser real. Al final de la temporada 3, Burt es converteix en xerif i s'implica cada cop més en la política, el que el porta a ignorar la seva família i posa en perill el seu matrimoni. Mulligan és un dels dos actors que apareixen en tots els episodis de la sèrie, a més de Katherine Helmond (Jessica).
- Chuck i Bob Campbell (Jay Johnson) – Chuck és el fill de Burt Campbell pel seu primer matrimoni. Un ventríloc, sempre l'acompanya en Bob, la seva titella i alter ego. La parella es vesteix igual i sempre se'ls coneix com a "Chuck i Bob". Si bé Chuck té un caràcter suau, introvertit i educat, en Bob és agressiu, groller i abrasiu. Tots els personatges principals, excepte Benson i Saunders, es troben conversant o referint-se directament a Bob en plena conversa, malgrat que saben que és la titella d'un ventríloc. Bob provoca amenaces o violència real per part de gairebé tothom.
- Danny Dallas (Ted Wass) – El fill gran de Mary Campbell. De caràcter dolç, guapo, però no especialment brillant, és un gàngster de baix nivell a causa de la pertinença del seu difunt pare, no per cap aptitud o desig propis. Se li encomana la tasca de matar el seu padrastre, Burt, però no pot fer-ho i, com a resultat, passa la major part de la temporada 1 fugint, apareixent amb disfresses ridículs. S'assumeix àmpliament que és fill del primer marit de Mary, Johnny Dallas, però en episodis posteriors es revela que el seu veritable pare és en Chester Tate: nascut de la seva relació amb la Mary, abans de casar-se amb la seva germana, Jessica, que la seva mare havia arranjat. Danny és molt protector amb el seu germanastre petit Jodie, però inicialment nega l'homosexualitat d'aquest. Danny es veu obligat a casar-se amb l'Elaine, la filla del cap de la mafia, per salvar la seva pròpia vida. Finalment s'enamora d'ella abans que sigui segrestada i afusellada. Més tard, Danny es veu involucrat en una sèrie de relacions fallides, com ara la núvia d'un dels segrestadors d'Elaine, Millie, una dona afroamericana (Polly Dawson), una prostituta (Gwen) i la nova dona de Chester (Annie). Després que Chester descobreixi a Danny al llit amb l'Annie, va planejar matar-los a tots dos. Danny també va ser l'entusiasta però inept alguacil adjunt del seu padrastre (Burt).
- Jodie Dallas (Billy Crystal) – Fill de Mary Campbell i el seu primer marit Johnny Dallas. Un home obertament gai, comparteix el sentit comú i el temperament agradable de la seva mare. Primer està sortint amb un jugador de futbol americà, interpretat pel medallista d'or olímpic de 1968 i medallista de plata olímpica de 1972 al salt amb perxa, Bob Seagren, però més tard té una filla (Wendy) amb la Carol, una advocada que el sedueix després de conèixer-se al judici de la seva tia Jessica. Després que Carol fuig per unir-se al rodeo, la Wendy es queda amb en Jodie, provocant una batalla per la custòdia i un segrest. La sèrie acaba amb Jodie que es creu un vell jueu, Julius Kassendorf, a causa d'una sessió d'hipnoteràpia fallida.
- Peter Campbell (Robert Urich) – el fill tenista promíscu de Burt Campbell (pel primer matrimoni de Burt) està mantenint relacions tant amb Jessica com amb Corinne, així com amb altres dones de la ciutat, inclosa Sheila Fine (Nita Talbot). El seu assassinat a la temporada 1 va provocar el final en suspens de la primera temporada: la pregunta de qui va matar Peter Campbell.
- Benson DuBois (Robert Guillaume) – el cuiner i majordom afroamericà dels Tate a les primeres temporades, que mostra un menyspreu total per en Chester. Sovint és l'objectiu de les bromes racistes del Major, però Benson té una debilitat per la Jessica, la Corinne i, sobretot, en Billy. Ignora completament l'Eunice mentre ella està sortint en secret amb el congressista, però això canvia després de la temporada 1. El 1979, Benson marxa per ser el cap d'assumptes de la llar del cosí de Jessica, el governador Eugene Gatling, a la sèrie derivada, Benson, on el seu cognom es revela com DuBois. Benson fa una breu reaparició quan a la Jessica se li diagnostica una malaltia mortal.
- Saunders (Roscoe Lee Browne) – El substitut afroamericà de Benson com a cuiner/majordom dels Tate, amb una actitud de menyspreu semblant a la de Benson, encara que amb una personalitat més culta i polida.

### Locutor
- Rod Roddy (Casey Kasem al pilot)

## Protestes i polèmica prèvia a l'emissió
A principis de març de 1977, ABC va projectar els dos primers episodis de Soap per als executius de les seves 195 emissores afiliades, molts dels quals es van sentir consternats instantàniament per l'èmfasi del programa en el sexe i la infidelitat. Dos dels afiliats van dir en privat a l'ABC que el programa era "descarat" i que el seu tema no era apte per a la televisió.
El juny de 1977, una vista prèvia de la temporada de tardor de Newsweek escrita per Harry F. Waters va fer una panoràmica del programa mentre caracteritzava alguns dels seus elements bàsics de la trama incorrectament i oferia informes exagerats del seu contingut sexual. Tot i no haver vist el pilot, Waters va qualificar l'espectacle de "farsa sexual" i va afirmar (erròniament) que l'espectacle incloïa una escena d'un sacerdot catòlic sent seduït en un confessionari. Waters també va dir:
| «                 | (anglès) Soap promises to be the most controversial network series of the coming season, a show so saturated with sex that it could replace violence as the PTA's Video Enemy No. 1. | (català) Soap promet ser la sèrie més controvertida de la cadena de la propera temporada, un programa tan saturat de sexe que podria substituir la violència com el Video Enemy No. 1 de l'associació de pares i mestres. | » |
| — Harry F. Waters | | |   |

Es desconeix si els errors i les tergiversacions de Waters van ser intencionats o accidentals.
Pocs dies després de l'informe de Newsweek, diverses organitzacions religioses locals i nacionals van començar a mobilitzar-se ràpidament contra Soap, malgrat que tampoc havien vist el pilot. Entre aquests es trobaven el Consell Nacional d'Esglésies, l'Església Unida de Crist, l'Església Metodista Unida, el Consell Nacional de Bisbes Catòlics i la Comissió de Vida Cristiana de la Convenció Baptista del Sud, la darrera de les quals va arribar a desinvertir 2.500 accions d'ABC "perquè el consell no aprova la programació relacionada amb l'abús de la sexualitat humana, la violència i la perversió".
L'Església Catòlica Romana, encapçalada per la seva Arxidiòcesi de Los Angeles, també va condemnar l'espectacle i va demanar a totes les famílies nord-americanes que el boicotessin. A l'agost, la Junta de rabins del sud de Califòrnia, que representava les tres branques del judaisme, es va unir a la protesta catòlica, dient que el programa, encara per emetre, "arribava a un nou mínim".
El doctor Everett Parker, de l'Església Unida de Crist, va qualificar Soap com "un programa de baixa vida i salaç" i es va queixar que el programa s'emetria quan els nens el poguessin veure. (ABC l'havia programat els dimarts després de Happy Days i Laverne &amp; Shirley, dos dels programes de televisió familiars més populars que s'emetien en aquell moment.)
Les entitats religioses van organitzar una campanya de redacció de cartes destinada a pressionar els patrocinadors de l'espectacle perquè no s'hi anunciessin. Encara que alguns dels grups van demanar als seus membres que miressin el programa primer, i després informessin a ABC dels seus sentiments al respecte, altres van començar a treballar per aconseguir que ABC cancel·lés el programa abans que s'estrenés. Un vicepresident d'ABC es va sorprendre en saber que el seu fill d'11 anys va ser requerit per un professor de l'escola parroquial per escriure una carta de protesta a ABC, demanant-li que retirés l'espectacle. Al final, 32.000 persones van escriure cartes a ABC, només 9 de les quals eren de suport al programa.
A més de la protesta religiosa, Soap també va enfrontar-se a importants crítiques prèvies a l'emissió de la Unió Internacional d'Athletes Gais i el National Gay Task Force, els quals estaven preocupats per la manera com el personatge gai Jodie Dallas i el seu amant, futbolista professional seria retratats.
Per apaivagar la preocupació dels anunciants, alguns dels quals havien començat a cancel·lar el patrocini del programa, ABC va baixar de mala gana el preu del temps comercial de 75.000 dòlars per spot a 40.000 dòlars per spot. Quan Soap es va estrenar el 13 de setembre de 1977, 18 dels 195 afiliats d'ABC es van negar a emetre el programa, i d'altres van optar per emetre'l després de l'onze. A la seva segona setmana a l'aire, 2 afiliats més es van retirar, fet que va portar el boicot a 20 estacions. Els afiliats de boicot van incloure KDUB a Dubuque, Iowa; KMVT a Twin Falls, Idaho; KTVO a Kirksville, Missouri / Ottumwa, Iowa; KXON a Sioux Falls, Dakota del Sud; WABG-TV a Greenwood, Mississipi; WBAK a Terre Haute, Indiana; WCCB a Charlotte, Carolina del Nord; WJCL a Savannah, Geòrgia; WJZ a Baltimore; WKAB a Montgomery, Alabama; WOWK-TV a Huntington, Virgínia Occidental; WRAL-TV a Raleigh, Carolina del Nord; i WYUR a Huntsville, Alabama.
El 1978, quan WCCB va renunciar a la seva afiliació a ABC a l'antiga filial de NBC WSOC-TV i es va independitzar, aquesta darrera emissora va emetre el programa començant amb repeticions d'estiu a la tarda de la primera temporada, i després ho va mostrar a la seva franja horaria habitual la tardor següent. Excepte dues persones, les úniques trucades enfadades provenien de persones que es preguntaven què havia passat amb Saturday Night Live, que es podia trobar a WRET.

## "TheSoapMemo"
A part de les protestes externes, Soap també va ser objecte de fortes revisions internes per part del departament de Broadcast Standards & Practices d'ABC, que supervisa el contingut dels programes. L'escriptora i creadora Susan Harris havia desenvolupat un arc de la història per a Soap en forma d'una "bíblia d'espectacle" que traçava tots els personatges, històries i esdeveniments principals durant cinc temporades. Els executius de Standards & Practices (comunament anomenats "censors") van revisar aquesta extensa bíblia així com el guió del pilot de dues parts i van emetre una llarga nota a Harris expressant les seves preocupacions sobre diverses històries i personatges. A més del material sexual que es va divulgar àmpliament a la premsa, els censors també van criticar el contingut religiós, polític i ètnic del programa.
"The Soap Memo" va ser una rara mirada pública sobre el procés darrere de les escenes d'una cadena important i sovint es van trobar còpies del document publicades als taulers d'anuncis de les productores de televisió i als platós d'estudi com a punt de reunió contra la censura. A més, els detalls específics de la nota van alimentar encara més el creixent debat sobre el polèmic contingut de Soap.

## Estrena i recepció crítica
Soap es va estrenar el dimarts 13 de setembre de 1977 a les 9:30 pm L'episodi va ser precedit per una exempció de responsabilitat que el programa "formava part d'una comèdia de personatges continuada" que incloïa temes per a adults i que s'aconsellava la "discreció de l'espectador". L'exempció de responsabilitat es va mostrar a la pantalla i va ser llegida pel locutor Rod Roddy. Es mantindria durant la primera temporada abans de ser abandonat.
Gran part de la controvèrsia de Soap, tant entre liberals com conservadors, irònicament va ajudar a vendre la sèrie al públic en general. Impulsat per sis mesos de protestes prèvies al programa (a més d'un sòlid inici dels exitosos programes Happy Days, Laverne & Shirley i Three's Company), el primer episodi va arrasar la seva franja horària amb una puntuació de 25,6 i un 39% de quota (39 % de l'audiència nacional). Tot i que ABC va rebre centenars de trucades telefòniques després de l'estrena, els executius de la cadena van descriure la reacció pública inicial com "lleu" amb més trucades a favor del programa que en protesta. Una enquesta de la Universitat de Richmond va trobar que el 74% dels espectadors van trobar Soap inofensiu, el 26% el va trobar ofensiu i la meitat dels que es van sentir ofesos van dir que planejaven veure'l la setmana següent.
Les crítiques inicials, una mica enfosquides per la controvèrsia, van ser mixtes, amb crítiques negatives, previsiblement, centrades en el contingut de l'espectacle. El Los Angeles Times va qualificar el programa d'"una broma bruta perllongada" que "no té intel·ligència ni estil ni subtilesa". Els seus acudits sexuals són lliurats per la pala, com fems". Variety va qualificar l'espectacle de "forçat i derivat", "insuls" i "previsible i ximple" mentre va admetre que el sexe "no és més escandalós que el de les telenovelers diürnes, no és més franc que Three's Company".
La revista Time va elogiar el "repartiment amb talent" i va destacar Jimmy Baio i Billy Crystal com a "jovens comediants aguts", però va sentir que el programa patia de "repugnància" i "falta de compassió".
En el costat més positiu, TV Guide va fer una bona crítica al programa dient que hi havia "un munt de talent" al repartiment i preguntant "És divertit? sí, ho és ... i suposo que això constitueix un valor social redimidor".
La revisió de Newsweek de 1977 de Harry F. Waters va demostrar una reacció conservadora quan l'any següent, la National PTA va declarar Soap un dels "deu pitjors" programes de televisió. Malgrat aquesta designació, Soap va ocupar el lloc número 13 per a la temporada 1977–78 i va obtenir crítiques positives i valoracions altes durant la resta dels seus quatre anys.

## Temporades posteriors i cancel·lació
Tot i que l'enrenou contra Soap va disminuir poc després de la seva estrena, el programa va continuar generant crítiques addicionals per les seves representacions relativament franques d'homosexuals, minories racials i ètniques, malalts mentals, així com el tractament d'altres temes tabú com les classes socials, la infidelitat matrimonial, la impotència, l'incest, l'assetjament sexual, la violació, les relacions sexuals entre estudiants i professors, segrests, crim organitzat, assassinats de i per part dels membres del repartiment i cultes de la nova era. Gran part de les crítiques es van centrar en el personatge obertament gai de Jodie Dallas (Billy Crystal). Soap va ser una de les primeres sèries d'horari de màxima audiència nord-americanes que van incloure un personatge obertament gai que va ser una part important de la sèrie. Alguns conservadors socials es van oposar al personatge per motius religiosos, mentre que alguns activistes pels drets dels gais també estaven molestos amb el personatge de Jodie, argumentant que certs desenvolupaments de la història reforçaven estereotips distorsionats, per exemple el seu desig de fer-se una operació de canvi de sexe, o representaven un desig de canviar o minimitzar la seva orientació sexual.
Abans de l'inici de la segona temporada, ABC va presentar un espectacle de clip retrospectiu de 90 minuts anomenat "Who Killed Peter?" en què Burt Campbell visita Jessica Tate a la presó mentre espera el veredicte del seu judici per assassinat. Els dos discuteixen cadascun dels personatges individuals de l'espectacle i els seus possibles motius per matar el fill de Burt, Peter, utilitzant flashbacks per il·lustrar històries específiques. El programa va ser dissenyat per recordar als espectadors el que va passar a la temporada 1 per preparar-los per a la següent temporada.
A l'inici de la tercera temporada, es va emetre una altra retrospectiva de 90 minuts en què Jessica s'acomiada de Benson, utilitzant els clips de flashback per intentar explicar per què s'hauria de quedar. Aquest programa també va servir per ajudar a llançar la sèrie derivada Benson, que s'estrenava a l'inici de la temporada de televisió 1979–80.
Una tercera retrospectiva de 90 minuts titulada "Jessica's Wonderful Life" es va emetre a l'inici de la temporada 4. Jessica, que acabava de morir a l'hospital, es trobava al cel parlant amb un àngel (interpretat per Bea Arthur). Jessica explicava a través dels clips de flashback per què no estava preparada per morir i havia de tornar a la terra per ajudar la seva família.
Tot i que Susan Harris havia planejat cinc temporades de Soap, el programa va ser cancel·lat bruscament per ABC després de la seva quarta temporada. Per tant, l'episodi final d'una hora, que es va emetre originalment el 20 d'abril de 1981, no va servir com a final de sèrie i va acabar amb diversos cliffhangers sense resoldre. Es tracta d'un Chester suïcida que es prepara per matar l'Annie (la seva dona) i el Danny (el seu nebot) després d'atrapar-los al llit junts, una Jodie irreversiblement hipnotitzada que es creu un home jueu de 90 anys, Burt preparant-se per entrar en una emboscada orquestrada pels seus enemics polítics, i Jessica a punt de ser executada per un esquadró d'execució comunista. Vlasic Foods va retirar el patrocini del programa poc després de l'emissió d'aquest episodi i ABC va anunciar que el programa no es va renovar per a la seva cinquena temporada prevista. La raó oficial donada per la xarxa va ser la seva baixada de qualificacions. Tanmateix, segons el Museum of Broadcast Communications, Soap "va acabar sota la sospita que la resistència de les agències publicitàries podria haver fet que ABC la cancel·lés en aquell moment" perquè el seu contingut encara controvertit estava afectant negativament la seva relació amb els patrocinadors.
Un episodi de Benson de 1983 esmenta la desaparició de Jessica, assenyalant que la família Tate està buscant que es declari legalment morta. A l'episodi, Jessica apareix com una aparició que només Benson pot veure o sentir i li revela que no està morta, sinó que està en coma en algun lloc d'Amèrica del Sud. No s'esmenten cap altre incident de l'episodi final de Soap, i els primers compassos del tema principal de Soap sonen mentre ella surt de la sala.

## Llegat
Des de la seva cancel·lació, la reputació de Soap ha crescut i sovint es considera un dels millors programes de la història de la televisió. S'han donat molts elogis al seu "elenc excepcionalment ric" d'intèrprets "com poques vegades es va veure en cap espectacle dramàtic seriós".
En una anàlisi de 1982 a The Village Voice, publicada quan la sèrie s'entrava a la sindicació, el crític de televisió Tom Carson va elogiar el conjunt, dient que "el repartiment coincideix amb les millors companyies de representacions de sèries de televisió mai". Carson va continuar assenyalant que Soap "va començar amb la intenció de ser un farsa dels valors de la classe mitjana i, en canvi, va acabar com una celebració estranyament inusual".
El 2007, Time, que inicialment va fer una panoràmica de l'espectacle, el va nomenar un dels "100 millors programes de tots els temps". El Museum of Broadcast Communications va dir que Soap és "probablement un dels esforços més creatius de la televisió en xarxa abans o després".
El 2010, The Huffington Post va qualificar Soap de "comèdia atemporal" i va concloure: "Poques vegades un programa arriba amb una veu i una visió tan úniques des del primer episodi".

## Premis i nominacions
Soap va ser nominat a un total de 17 premis Emmy, inclosos:
- Millor sèrie de comèdia: nominada: 1978, 1980, 1981
- Millor actor principal en una sèrie de comèdia (Richard Mulligan) - guanyat: 1980, nominat: 1981
- Millor actriu principal en una sèrie de comèdia (Cathryn Damon) – guanyada: 1980, nominada: 1978, 1981
- Millor actriu principal en una sèrie de comèdia (Katherine Helmond) - nominada: 1978, 1979, 1980, 1981
- Millor actor secundari en una sèrie de comèdia (Robert Guillaume) – guanyat: 1979
- Millor direcció d'una sèrie de comèdia (Jay Sandrich) – nominat: 1978, 1979
- Millor direcció d'art en una sèrie de comèdia - guanyat: 1978
- Assoliment destacat en l'edició de cintes de vídeo en una sèrie de comèdia - nominada: 1978

Als Globus d'Or de 1981, Katherine Helmond va guanyar la millor interpretació d'una actriu en una sèrie de televisió - Musical/Comèdia. Aquell mateix any, el programa també va ser nominat a Millor Sèrie de TV - Musical/Comèdia.
El director Jay Sandrich va ser nominat com a Assoliment de direcció excepcional en sèries de comèdia als Premis DGA el 1978 i el 1979.